# Liste des dirigeants de la France
La chronologie des dirigeants de la France constitue l'ensemble des dirigeants qu'a connu la France depuis le début de la Monarchie en 481.

## La monarchie (481-1792)
Fils de Childéric Ier (roi des Francs saliens et descendant de la dynastie des Mérovingiens), Clovis devient le premier roi des Francs (à l'origine un peuple Germanique) en 481. Il permet ainsi à la dynastie mérovingienne de s'installer sur le trône de France. Cette dynastie va voir se succéder treize rois différents, jusqu'à Childéric III. Ayant fait enfermer son fils dans un monastère, Childéric III se retrouve sans successeur ; il est officiellement reconnu comme le dernier membre de la dynastie mérovingienne.
Pépin le Bref devient alors roi des Francs, et ce sans légitimité puisque c'est traditionnellement un rôle qui se transmet de père en fils ; il le devient juste par le fait de sa puissance. Il donne ainsi naissance à la dynastie des Carolingiens qui va voir se succéder quatorze rois parmi lesquels Charlemagne et Eudes. Le dernier représentant de la dynastie, Louis V le Fainéant ne parvient pas à avoir de descendant, ce qui fait de lui le dernier Carolingien sur le trône.
Son successeur, Hugues Capet donne ainsi naissance à la dynastie des Capétiens. La dynastie voit se succéder quinze rois entre 987 et 1328. Il s'agit d'ailleurs de la dynastie qui sera restée le plus longtemps sur le trône de France.
À la mort du dernier roi capétien, Philippe IV le Bel, c'est son neveu Philippe VI de Valois qui lui succède et qui donne ainsi naissance à la dynastie des Valois qui voit se succéder sept rois avant de disparaître en 1498, à la mort de Charles VIII.
En effet, Charles VIII meurt accidentellement en avril 1498, sans enfant survivant. Louis se rend au château d'Amboise le lendemain pour rendre hommage au corps du défunt : il y est reçu et honoré par la Cour comme souverain ; il devient Louis XII. Il est d'ailleurs reconnu comme l'unique Valois-Orléans sur le trône de France. Louis XII sans descendant se voit contraint de nommer François Ier roi de France.
François Ier accède au trône en 1515. Il est le premier membre de la dynastie Orléans-Angoulême à monter sur le trône, dynastie qui voit se succéder Henri II, François II, Charles IX et Henri III. Cependant, ce dernier est assassiné en 1589, ce qui marque la fin de la dynastie puisque c'est Henri de Navarre, descendant des Bourbons qui va lui succéder.
La dynastie des Bourbons voit se succéder Henri IV, Louis XIII, Louis XIV, Louis XV et Louis XVI. En 1792, Louis XVI se voit privé de ses fonctions de roi en pleine révolution, en 1793 il est guillotiné ; la République est proclamée.

## La Première République (1792-1804)

### La Convention (1792-1795)
En 1792, la Convention nationale est mise en place. Il s'agit d'une assemblée constituée de 789 membres parmi lesquelles 389 membres du Marais, 200 Montagnards et 160 Girondins. Le régime repose sur le texte la Constitution du 6 messidor de l'an I qui est élaboré par la Convention montagnarde en 1793.

### Le Directoire (1795-1799)
En 1795, la Convention cède sa place au Directoire. Des élections législatives sont alors organisées et un nouveau texte de lois est adopté ; la Constitution du 5 fructidor de l'an III.

### Le Consulat (1799-1804)
À l'issue du coup d'État du 18 brumaire de l'an VIII (9 novembre 1799), le Directoire est dissous et le Consulat instauré. Il y est mis à sa tête le général Napoléon Bonaparte, qui prend le titre de Premier consul de la République, accompagné par le Deuxième consul Jean-Jacques-Régis de Cambacérès et le Troisième consul Charles-François Lebrun. Le Consulat a deux objectifs, tout d'abord rétablir la paix puis encadrer la société. En 1802, Bonaparte est élu Consul à vie, puis en 1804 le Consulat s'achève par la proclamation de l'Empire.

## Le Premier Empire (1804-1815)
L'Empire voit à sa tête Napoléon Ier, à partir du sacre de ce dernier en 1804. Il prend fin à l'issue de la défaite française à Waterloo en 1815.

## La Restauration (1815-1830)
Après la chute de l'Empire, la monarchie est restaurée avec Louis XVIII qui est remis sur le trône en 1815, après son bref passage en 1814 lorsque Napoléon Ier a abdiqué. À sa mort en 1824, Charles X lui succède ; il s'agit du dernier membre des Bourbons sur le trône de France. La Restauration prend fin lors des Trois Glorieuses, à la suite desquelles la monarchie de Juillet est instaurée.

## La monarchie de Juillet (1830-1848)
Pendant cette période, Louis-Philippe Ier est à la tête de la France ; Il y est jusqu'à son abdication en 1848.

## La Deuxième République (1848-1852)
Après l'abdication, un gouvernement provisoire est mis en place en attente d'élections. Les élections se déroulent en décembre et voient s'imposer Louis-Napoléon Bonaparte qui devient président français.

## Le Second Empire (1852-1870)
Lorsque Louis-Napoléon Bonaparte qui devient par la suite Napoléon III en 1852, le Second Empire est proclamé. L'Empire prend fin en 1870 après la défaite française à Sedan. Un an plus tard, la Troisième République est proclamée. 

## La Troisième République (1870-1940)
La Troisième République symbolise la plus grande succession de présidents dans l'histoire de France (quatorze présidents). Parmi eux, on retrouve Sadi Carnot, Émile Loubet, Raymond Poincaré ou encore Paul Deschanel. Le régime s'achève en 1940, à l'issue de la défaite française contre l'Allemagne nazie, lorsque Philippe Pétain a proclamé l'État français, aussi connu sous le nom de régime de Vichy.

## L'État Français (1940-1944)
Pendant cette période, le maréchal Pétain va mettre en place ce qu'il appelle la « Révolution nationale ». Pour cause de l'occupation allemande, le régime va devoir s'installer à Vichy. Le régime est aboli lors de la libération de la France en 1944. Par conséquent, la République est rétablie.

## La Quatrième République (1947-1958)
À son rétablissement, la République est provisoire et se montre assez instable. D'ailleurs, elle ne voit que deux présidents se succéder (Vincent Auriol et René Coty) avant sa chute en raison de sa fragilité en 1958.

## La Cinquième République (depuis 1958)[21]
Le début de la Cinquième République est marqué par le retour de Charles de Gaulle qui veut renforcer le gouvernement, particulièrement les pouvoirs du président. De Gaulle connait deux mandats avant sa démission en 1969. Son successeur, Georges Pompidou décède en cours de mandat ; des élections sont donc organisées en 1974. Valéry Giscard d'Estaing remporte ces élections et devient président. Il exerce ses fonctions jusqu'à sa défaite en 1981 contre François Mitterrand. Mitterrand connait alors deux mandats. La gauche concède cependant le pouvoir avec la défaite de Lionel Jospin lors des élections de 1995 contre Jacques Chirac qui connait à son tour deux mandats. Le successeur de Chirac, Nicolas Sarkozy ne connait qu'une élection puisqu'il s'incline en 2012 contre François Hollande. En 2017, François Hollande décide de ne pas se représenter, en revanche son ancien ministre de l'Économie, de l'Industrie et du Numérique Emmanuel Macron se présente et est élu président. Il est réélu en 2022.

## Dirigeants de la France

### Mérovingiens
- Clovis Ier (481-511)
- Clotaire Ier (511-561)
- Chilpéric Ier (561-584)
- Clotaire II (584-629)
- Dagobert Ier (629-639)
- Clovis II (639-657)
- Childebert III l'Adopté (657-662)
- Childéric II (662-675)
- Thierry III (675-691)
- Clovis IV (691-695)
- Childebert IV (695-711)
- Dagobert III (711-715)
- Chilpéric II (715-721)
- Thierry IV (721-737)
- Childéric III (743-751)

### Carolingiens
- Pépin le Bref (751-768)
- Charlemagne (768-814)
- Louis le Pieux (814-840)
- Charles II le Chauve (843-877)
- Louis II le Bègue (877-879)
- Louis III (879-882)
- Carloman II (879-884)
- Charles III le Gros (884-887)
- Eudes (888-898)
- Charles III le Simple (893-922)
- Robert I  (922-923)
- Raoul (923-936)
- Louis IV d'Outremer (936-954)
- Lothaire (954-986)
- Louis V le Fainéant (986-987)

### Capétiens
- Hugues Capet (987-996)
- Robert II le Pieux (996-1031)
- Henri Ier (1031-1060)
- Philippe Ier (1060-1108)
- Louis VI le Gros (1108-1137)
- Louis VII le Jeune (1137-1180)
- Philippe II Auguste (1180-1223)
- Louis VIII le Lion (1223-1226)
- Louis IX (1226-1270)
- Philippe III le Hardi (1270-1285)
- Philippe IV le Bel (1285-1314)
- Louis X (1314-1316)
- Jean Ier le Posthume (1316)
- Philippe V le Long (1316-1322)
- Charles IV le Bel (1322-1328)

### Valois
- Philippe VI de Valois (1328-1350)
- Jean II le Bon (1350-1364)
- Charles V le Sage (1364-1380)
- Charles VI (1380-1422)
- Charles VII (1422-1461)
- Louis XI (1461-1483)
- Charles VIII (1483-1498)

### Valois-Orléans
- Louis XII (1498-1515)

### Orléans-Angoulême
- François Ier (1515-1547)
- Henri II (1547-1559)
- François II (1559-1560)
- Charles IX (1560-1574)
- Henri III (1574-1589)

### Bourbon
- Henri IV (1589-1610)
- Louis XIII (1610-1643)
- Louis XIV (1643-1715)
- Louis XV (1715-1774)
- Louis XVI (1774-1792)

### Première République
- Convention (1792-1793)
- Comité de salut public (1793-1794)
- Convention (1794-1795)
- Directoire (1795-1799)
- Premier consul puis Consul à vie Napoléon Bonaparte (1799-1804)

### Premier Empire
- Napoléon Ier (1804-1814, puis 1815 durant les Cent-Jours)
- Napoléon II (1815)

### Restauration
- Louis XVIII (1814-1824)
- Charles X (1824-1830)

### Monarchie de Juillet
- Louis-Philippe Ier (1830-1848)

### Deuxième République
- Louis-Napoléon Bonaparte (1848-1852)

### Second Empire
- Napoléon III (1852-1870)

### Troisième République
- Adolphe Thiers (1871-1873)
- Patrice de Mac Mahon (1873-1879)
- Jules Grévy (1879-1887)
- Sadi Carnot (1887-1894)
- Jean Casimir-Perier (1894-1895)
- Félix Faure (1895-1899)
- Émile Loubet (1899-1906)
- Armand Fallières (1906-1913)
- Raymond Poincaré (1913-1920)
- Paul Deschanel (1920)
- Alexandre Millerand (1920-1924)
- Gaston Doumergue (1924-1931)
- Paul Doumer (1931-1932)
- Albert Lebrun (1932-1940)

### État Français
- Philippe Pétain (1940-1944)

### Quatrième République
- Vincent Auriol (1947-1954)
- René Coty (1954-1958)

### Cinquième République
- Charles de Gaulle (1958-1969)
- Georges Pompidou (1969-1974)
- Valéry Giscard d'Estaing (1974-1981)
- François Mitterrand (1981-1995)
- Jacques Chirac (1995-2007)
- Nicolas Sarkozy (2007-2012)
- François Hollande (2012-2017)
- Emmanuel Macron (depuis 2017)